# إدوارد ناكامورا
إدوارد ناكامورا (بالإنجليزية: Edward Nakamura)‏ هو محامي وقاضي أمريكي، ولد في 9 أكتوبر 1922 في هونولولو في الولايات المتحدة، وتوفي بنفس المكان في 12 سبتمبر 1997.